# Триэтилалюминий
Триэтилалюминий — элементоорганическое вещество, алкилпроизводное алюминия с формулой Al(C2H5)3, бесцветная жидкость, самовоспламеняется на воздухе.

## Получение
- Взаимодействие алюминия со смесью этилена и водорода:

{\displaystyle {\mathsf {2Al+6C_{2}H_{4}+3H_{2}\ {\xrightarrow {}}\ 2Al(C_{2}H_{5})_{3}}}}
- Взаимодействие хлорида алюминия и гидрида натрия (с образованием промежуточного гидрида алюминия) с этиленом:

{\displaystyle {\mathsf {AlCl_{3}+3NaH+3C_{2}H_{4}\ {\xrightarrow {}}\ Al(C_{2}H_{5})_{3}+3NaCl}}}

## Физические свойства
Триэтилалюминий — бесцветная жидкость, которая самовоспламеняется на воздухе. Поэтому работать с ним можно только в инертной атмосфере (азот или аргон).
Триэтилалюминий образует димеры, в котором расстояния Al-C неэквивалентны, то есть реальная формула Al2(C2H5)6 или (Al(C2H5)3)2.

## Химические свойства
- Энергично реагирует с водой:

{\displaystyle {\mathsf {Al(C_{2}H_{5})_{3}+3H_{2}O\ {\xrightarrow {}}\ Al(OH)_{3}+3C_{2}H_{6}\uparrow }}}
- Реагирует с кислотами, спиртами, аминами и другими протоносодержащими соединениями:

{\displaystyle {\mathsf {Al(C_{2}H_{5})_{3}+HO{\text{-}}R\ {\xrightarrow {}}\ (C_{2}H_{5})_{2}AlO{\text{-}}R+C_{2}H_{6}\uparrow }}}
- Окисляется до алкоголята:

{\displaystyle {\mathsf {2Al(C_{2}H_{5})_{3}+3O_{2}\ {\xrightarrow {}}\ 2Al(OC_{2}H_{5})_{3}}}}
- С углекислым газом образует пропионат алюминия:

{\displaystyle {\mathsf {Al(C_{2}H_{5})_{3}+3CO_{2}\ {\xrightarrow {}}\ Al(OOC{\text{-}}C_{2}H_{5})_{3}}}}

## Применение
- В промышленности в качестве промежуточного продукта в производстве жирных спиртов.
- Пирофорный воспламенитель в ракетной технике.
- Компонент напалмовых смесей.
- Катализатор химических реакций полимеризации (совместно с хлоридом титана).